# Naskalnik dwupasy
Naskalnik dwupasy (Chalinochromis popelini) – gatunek słodkowodnej ryby z rodziny pielęgnicowatych (Cichlidae). Hodowana w akwariach. Zaliczana do grupy naskalników. W literaturze często spotykany pod nazwą Chalinochromis sp. "bifrenatus".
Występują endemicznie w strefie litoralu skalnego wschodniego wybrzeża Jeziora Tanganika (Tanzania).

## Opis
Wydłużony, walcowaty kształt ciała. Dwa ciemne pasy przebiegają wzdłuż ciała. Jeden - od górnej wargi do nasady płetwy ogonowej, drugi - od czoła do końca podstawy płetwy grzbietowej. Krawędzie płetw niebiesko obrzeżone. Osiąga przeciętnie 12 cm długości.
Stosunkowo spokojna ryba wykazująca zwiększoną agresję w okresie tarła. Gatunek monogamiczny. Potrzebują skalistego wystroju akwarium, z wieloma szczelinami dającymi im schronienie. Samica składa ikrę na pionowych ścianach szczelin skalnych. Opieką nad potomstwem zajmują się oboje rodzice.
Dymorfizm płciowy słabo widoczny. U samców płetwy nieco dłuższe niż u samic.
| Zalecane warunki w akwarium | Zalecane warunki w akwarium |
| --------------------------- | --------------------------- |
| Zbiornik                    | średni                      |
| Temperatura wody            | 24 – 27 °C                  |
| Twardość wody               | twarda 8 - 25°n             |
| Skala pH                    | 7,5 - 8,8                   |
| Pokarm                      | żywy, mrożony i suchy       |